# Iwan Iwanowitsch Kryschanowski
Iwan Iwanowitsch Kryschanowski (russisch Иван Иванович Крыжановский; * 9. Januarjul. / 21. Januar 1867greg. in Kiew; † 9. Dezember 1924 in Leningrad) war ein russischer Komponist.
Kryschanowski absolvierte neben dem Medizinstudium eine musikalische Ausbildung bei Otakar Ševčík und Nikolai Rimski-Korsakow. 1923 wurde er Professor am Moskauer Konservatorium. Er komponierte zwei sinfonische Dichtungen, Orgelwerke, eine Cellosonate, ein Klaviertrio, Violin- und Klavierwerke sowie Lieder.